# Anomala thai
Anomala thai är en skalbaggsart som beskrevs av Miyake 1994. Anomala thai ingår i släktet Anomala och familjen Rutelidae. Inga underarter finns listade i Catalogue of Life.